# Cerro da Mangancha
O Cerro da Mangancha, igualmente conhecido como Castelo da Mangancha, é um sítio arqueológico situado na atual freguesia de Aljustrel e Rio de Moinhos, no Município de Aljustrel, no Distrito de Beja, em Portugal. Corresponde a um antigo povoado fortificado da Idade do Bronze, que continuou a ser ocupado durante o período romano, acabando por ser abandonado no século I, com a transferência dos habitantes para o importante núcleo mineiro de Vipasca.
O Cerro da Mangancha foi classificado como Sítio de Interesse Público pela Portaria n.º 401/2011, de 15 de Fevereiro.

## Descrição
O sítio arqueológico está situado no alto de uma colina, conhecida como cerro dos Penedrões, num local de onde se podia controlar uma grande porção do território em redor, principalmente o importante couto mineiro de São João do Deserto, situado nas proximidades. Com efeito, a sua comunidade seria provavelmente composta por mineiros, aproveitando os jazigos que provavelmente afloravam à superfície. Também nas imediações situa-se outro importante monumento histórico de Aljustrel, o Santuário de Nossa Senhora do Castelo.
O núcleo do Cerro da Mangancha é considerado como um castro típico da região Sudoeste da Península Ibérica, e consistiria num povoado rodeado por muralhas, tendo sido encontrados vestígios de várias estruturas, incluindo dois taludes, que fariam parte do aparelho defensivo. Em termos de espólio, foram encontrados fragmentos líticos e de cerâmica da Idade do Bronze, alguns deles com decoração, enquanto que do período romano foram recolhidas peças igualmente em cerâmica, e metálicas.

## História
Este sítio foi ocupado em duas fases, tendo a primeira começado nos finais da Idade do Bronze e terminado durante a Idade do Ferro, enquanto que a segunda foi entre os finais do século I a.C. e o século I, já durante a época romana. Esta última fase poderá corresponder à instalação de uma guarnição militar naquele local, no sentido de preparar o terreno para as futuras explorações mineiras em São João do Deserto e em Algares. Com efeito, terá sido abandonado na sequência do desenvolvimento das minas, tendo a comunidade sido transferida para um novo povoado, conhecido como Vipasca, que se afirmou como um importante centro mineiro. Esta fase de abandono do local poderá estar igualmente relacionada com o processo de pacificação do território pelas forças romanas, conhecida como Pax Romana.
As primeiras pesquisas arqueológicas foram feitas em 1967 pelo professor Claude Domegue, em colaboração com o engenheiro Rui Freire de Andrade, tendo este último sido responsável pelo reconhecimento do arqueossítio, além de ter feito outros estudos no terreno, com a participação de algumas das figuras mais importantes da arqueologia nacional. Por exemplo, no último quartel do século XX, esteve a trabalhar no Cerro com o engenheiro Octávio da Veiga Ferreira, dos Serviços Geológicos de Portugal. Os trabalhos nos anos 60 permitiram a descoberta de estruturas defensivas, desacreditando a teoria avançada por alguns autores que não se tratava de uma povoação fortificada. Em 1998 foi feita uma intervenção de relocalização e identificação, e entre 2010 e 2011 foram feitas escavações no local. Foi alvo de trabalhos arqueológicos no âmbito do programa Vipasca, realizado em parceria entre a Câmara Municipal de Aljustrel e a Universidade de Huelva.
Entretanto, em 1991 iniciaram-se os primeiros esforços para a classificação do imóvel, mas o processo só foi concluído em 2011, com a emissão de uma portaria que o classificou como Sítio de Interesse Público.

## Leitura recomendada
- COFFYN, André (1983). «La fin de l'Age du Bronze dans le Centre-Portugal». O Arqueólogo Português. Lisboa
- DOMERGUE, Claude; ANDRADE, Rui Freire de (1971). Sondage 1967 et 1969 a Aljustrel (Portugal). Note preliminaire, Conimbriga. Nova História de Portugal. Coimbra: [s.n.]
- JORGE, Vítor de Oliveira (1990). Complexificação das sociedades e sua inserção numa vasta rede de intercâmbios. Nova História de Portugal. Lisboa: [s.n.]
- LOBATO, João Rodrigues (1983). Aljustrel monografia. Aljustrel: Câmara Municipal de Aljustrel
- MAIA, Manuel Maria da Fonseca Andrade (1978). «Fortalezas romanas do sul de Portugal». Zephyrus. Salamanca
- SCHUBART, Hermanfrid (1971). «O Horizonte de Ferradeira». Revista de Guimarães. Guimarães